# Frank Leenen
Frank Leenen (* 1950 in Neuenkirchen, heute Rietberg-Neuenkirchen) ist ein deutscher Kirchenmusiker und Hochschullehrer.

## Vita
Frank Leenen stammt aus Westfalen und legte sein Abitur in Lippstadt ab. Er studierte Schulmusik und Kirchenmusik (A) an der Hochschule für Musik Freiburg; seine Lehrer waren Hans Musch und Zsigmond Szathmary (Orgel), Klaus Hövelmann, Herbert Froitzheim und Hans Michael Beuerle (Chorleitung).
Neben Kirchenchor und Gesangverein leitete er 1977–1980 das Orchester der Thomas-Morus-Burse Freiburg, 1981–1988 den Motettenchor Freiburg. 1982–1990 war er als Bezirkskantor der Region Breisgau-Hochschwarzwald mit Dienstsitz in Hinterzarten tätig. 1984–1988 war er Leiter der vom Internationalen Arbeitskreis für Musik Kassel (IAM) veranstalteten Deutsch-Jugoslawischen Chorwoche. Dirigierkurse leitete er sowohl beim IAM als auch im Rahmen seiner Tätigkeit als Bezirkskantor. Seine mit zahlreichen praktischen Beispielen versehene »Literaturberatung für Chorleiter«, in der er viele Impulse für den Einsatz von Chormusik in der durch das 2. Vatikanum erneuerten Liturgie gab, war die Initialzündung für das bundesweit verbreitete Freiburger Chorbuch. 1981 übernahm Frank Leenen einen Lehrauftrag für Chorleitung an der Hochschule für Musik Karlsruhe, den er bis 2016 ausübte. Im Zusammenhang mit dieser Tätigkeit wurde er 2007 zum Professor ernannt.
1990 wurde er Domkapellmeister an der Kathedrale der Bischofsstadt Rottenburg. Dort übernahm er den Domchor (1990–2013), die Domsingknaben (1990–1999) und die Mädchenkantorei (1990–2013). Im Vordergrund der Arbeit am Dom stand die erneuerte Liturgie, deren Chormusik durch seltene Werke, Kompositionsaufträge und internationales Repertoire breit gestreut war. Die Chöre der Rottenburger Domsingschule waren durch Konzertfahrten und Tourneen nicht nur bundesweit präsent, sondern auch im Ausland, so in Rom, Antwerpen, Cambridge oder Mumbai. Die Mädchenkantorei war der erste weibliche Chor, der 2008 das »Adventskonzert beim Bundespräsidenten« ausführen durfte.
In Anbindung an die «International Federation for Choral Music» (IFCM) rief Frank Leenen im Jahr 1995 die »Internationalen Festtage geistlicher Chormusik« ins Leben, deren künstlerischer Leiter er war. Diese fanden im Dreijahresabstand und insgesamt fünf Mal statt (1995, 1998, 2002, 2005 und 2008). Aus ca. 60 Bewerbungen wurden jeweils 12 Spitzenchöre aus aller Welt ausgewählt, die das geistliche Repertoire ihres Landes in einem eigenen Konzert repräsentierten.
Das Ende der Tätigkeit Frank Leenens als Domkapellmeister wurde durch drastische Sparmaßnahmen und ein nach wie vor nicht aufgearbeitetes Verfahren mit dem Bischof der Diözese Rottenburg-Stuttgart überschattet; entsprechende Sitzungsprotokolle wurden bislang nicht öffentlich gemacht.

## Werke (in Auswahl)
- Wenn ich, euer Meister für 4-st. Frauenchor (1995), Verlag Ferrimontana
- Te Deum für 4-st. Frauenchor (1998) für ein Galakonzert in der Kölner Philharmonie
- Lobgesang des Zacharias. Chorimprovisation für 4-st. gem. Chor (2000)
- Alles hat seine Zeit. Chorimprovisation (2000) für eine Vernissage in Stuttgart
- Wandeln nach der Weisung des Herrn für zwei Frauenchöre mit Choreographie (2003)
- König Oedipus. Schauspielmusik für 4-st. gem. Chor (2003–2004), Landestheater Tübingen
- Droben stehet die Kapelle für 4-st. Frauenchor (2006) für den SWR
- Pater noster facile, das Vater unser in fünf Sprachen gleichzeitig für 6-st. gem. Chor (2008)
- Seht, ich mache alles neu für zwei 4-st. Frauenchöre (2009), Auftragswerk zur Eröffnung des Festivals »Europäische Kirchenmusik« in Schwäbisch Gmünd
- Verleih uns Frieden. Chor- und Gemeinde-Improvisation (2012) im Chorheft Da pacem. Bärenreiter, Kassel 2012
- Wandelt sich rasch auch die Welt für 4-st. Männerchor, (2015), Auftragswerk für »Vocapella« (1. Preis im deutschen Chorwettbewerb, Weimar 2014).

## Veröffentlichungen
- Vom Geistlichen in der Musik. In: Musica sacra. 116 (1996), Heft 2, S. 54–61.
- Kein „Leitfaden“, sondern Arbeitshilfe. Gedanken zur Arbeitshilfe „Musik im Kirchenraum außerhalb der Liturgie“ der DBK. In: Musica sacra. 125 (2005), Heft 6, S. 18–20.
- Konzertprogramme gestalten. In: Kirchenmusikalische Mitteilungen der Diözese Rottenburg-Stuttgart. 2005, ISSN 1436-0276.
- CD Christusgesänge. Amt für Kirchenmusik der Diözese Rottenburg-Stuttgart, 2005.
- CD songs from heaven. Sony classical, 2009.